# فوررریزرو
فورِرریزِرو (به آلمانی: Führerreserve) یا رهبران ذخیره یگانی مشتکل از گروهی از افسران بلندپایه نیروهای مسلح آلمان در دوران جنگ جهانی دوم بود که موقتاً هیچ جایگاه فرماندهی را در اختیار نداشته و منتظر انتصاب در یگان‌ها یا سازمان‌های نظامی موجود بودند.
هر یک از شاخه‌های نیروهای مسلح، گروه ارتش‌ها و ارتش‌ها افسران ذخیره خاص خود را داشتند که اعضای آن را بنابر نیاز و صلاح دید به کار می‌گرفتند. این افسران ملزم بودند در محل‌های مشخصی مستقر بوده و همواره در دسترس مقام مافوق خود باشند اما هیچ مقام فرماندهی نداشتند. این حالت مشابه بازنشستگی موقت بود در حالیکه فرد مواجب خود را همانند قبل دریافت می‌کرد.
از نیمه دوم جنگ اغلب افسران دارای مشکلات سیاسی، دردسرساز یا ناکارآمد در این زمره قرار می‌گرفتند. طول دوره حضور افسران در فوررریزرو از چند روز و چند ماه تا چند سال متغیر بود. دلیل نگاه داشتن برخی برای مدت‌های طولانی در این شرایط عدم اعطای هیچ مقام فرماندهی به آن‌ها بدون مرخص نمودن از خدمت و تحت مراقبت نگاه داشتن آن‌ها بود.

## ریشه‌شناسی
قسمت فورِر در بخش نخست عنوان این جایگاه هیچ اشاره و ارتباطی به آدولف هیتلر، پیشوای رایش سوم که فورِر خوانده می‌شد، ندارد؛ بلکه منظور از آن، افسران (رهبران) ذخیره است. از این رو این اصطلاح نشان‌گر گروه ذخیره هیتلر نیست.

## نمونه‌هایی از اعضا
- فرانتس هالدر، رئیس ستاد فرماندهی عالی نیروی زمینی آلمان، ۱۹۴۲ تا زمان دستگیری در ۱۹۴۴
- والتر فن براوخیچ، فرمانده کل نیروی زمینی آلمان، دسامبر ۱۹۴۱ تا پایان جنگ
- گئورگ فن کوشلر، ۲۱ اکتبر تا ۵ نوامبر ۱۹۳۹
- یوآخیم فن کورتسفلایش، اوایل اکتبر ۱۹۴۱ تا مارس ۱۹۴۲ - اوایل ژانویه تا مارس ۱۹۴۵